# (84095) Davidjohn
(84095) Davidjohn (2002 QV48) – planetoida z grupy pasa głównego asteroid okrążająca Słońce w ciągu 3,88 lat w średniej odległości 2,47 j.a. Odkryta 20 sierpnia 2002 roku.